# Corneille des Bismarck
Corvus insularis
Espèce
Statut de conservation UICN

 LC  : Préoccupation mineure
La Corneille des Bismarck (Corvus insularis) est une espèce d'oiseaux de l'ordre des Passeriformes et de la famille des Corvidae qui peuple l'archipel Bismarck, un ensemble d'îles situées à l'est de la Papouasie-Nouvelle-Guinée.

## Description
Mesurant 40  à   41 cm, c'est un corvidé de taille moyenne, doté d'un bec massif et d'une queue relativement courte. Son plumage est d'un noir brillant, avec le bec et les pattes noires, contrastant avec l'iris bleu pâle. Les deux sexes sont similaires et le jeune est identique à l'adulte.
Elle diffère de la Corneille de Meek par un bec légèrement plus petit, une queue légèrement plus longue, et surtout par la couleur de l'iris chez l'adulte, marron-brun foncé chez la Corneille de Meek. Elle diffère du Corbeau de Torres par la couleur de l'iris chez le jeune, sombre chez le Corbeau de Torres, par la morphologie générale et par les vocalisations.

## Répartition et habitat
Comme son nom l'indique, la Corneille des Bismarck peuple des îles de l'archipel Bismarck, à savoir la Nouvelle-Hanovre, la Nouvelle-Bretagne et la Nouvelle-Irlande, ainsi que des îles satellites.
Relativement commune, elle fréquente les lisières de forêts, les zones partiellement ouvertes et les jardins, des plaines jusqu'à 1 500 m d'altitude, et peut s'aventurer dans les villes. Elle est rare dans la canopée, contrairement à la Corneille de Meek. Elle est l'un des rares oiseaux à peupler les plantations de cocotiers et de palmiers à huile de l'archipel.

## Écologie et comportement
La biologie de cette espèce est très mal connue. La Corneille des Bismarck forme des dortoirs assez importants et pratique les vols de pré-dortoir. Elle est le seul hôte connu de trois espèces de mites de plumes du genre Myrsidea.

### Alimentation
La Corneille des Bismarck est très probablement omnivore, avec un régime composé d'insectes, de baies et de fruits. Elle cherche sa nourriture en groupe, à la fois dans les arbres et au sol. 

### Reproduction
Des œufs ont été signalés en février-mars et des jeunes au nid en mars. Un nid a été décrit à l'embranchement d'un arbre, en hauteur ; il faisait 50 cm de diamètre et 15 cm de profondeur, avec une coupe interne composée de fibre de coco.

### Voix
Le cri est la principale caractéristique de la Corneille des Bismarck par rapport aux autres corvidés de la région : c'est un kot ou khah court et répété, qui lui donne son nom local, kotkot. Ces cris sont plus courts, plus aigus et plus rapidement répétés que chez le Corbeau de Torres.

## Taxonomie
Elle a été décrite par le naturaliste allemand Oskar Heinroth en 1903. Auparavant considérée comme une sous-espèce du Corbeau de Torres et plus récemment de la Corneille de Meek,, elle a été élevée en 2010 au rang d'espèce par le Congrès ornithologique international.